# Mimoopsis postalba
Mimoopsis postalba är en skalbaggsart som beskrevs av Stefan von Breuning 1966. Mimoopsis postalba ingår i släktet Mimoopsis och familjen långhorningar. Inga underarter finns listade i Catalogue of Life.